# Omloop van het Hageland

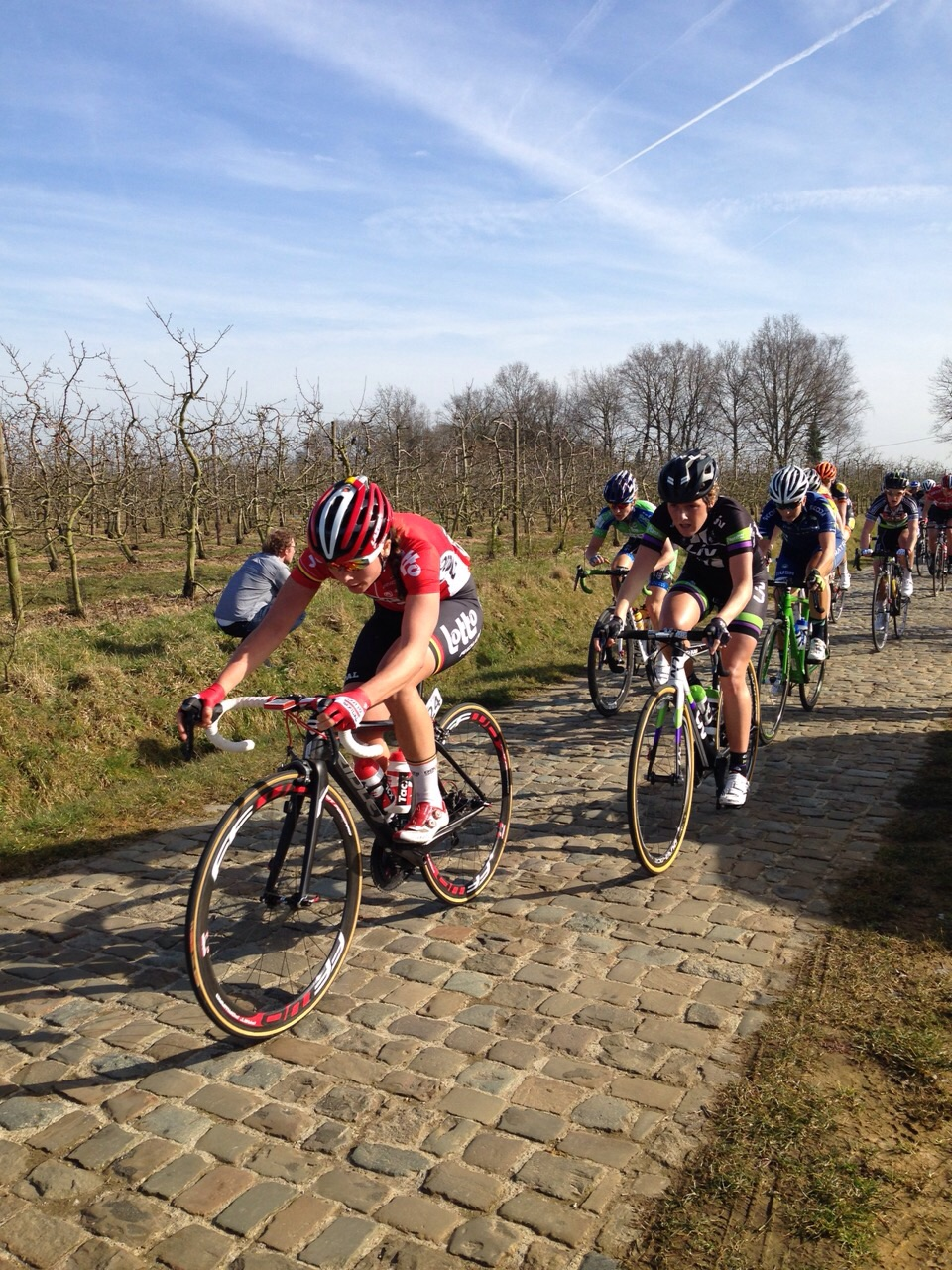
La Omloop van het Hageland 2015

L'Omloop van het Hageland è una corsa in linea femminile di ciclismo su strada che si tiene ogni marzo intorno a Tielt-Winge, in Belgio. Dal 2011 è inserita nel Calendario internazionale femminile UCI, fino al 2015 come gara di classe 1.2, dal 2016 in poi come gara di classe 1.1.

## Albo d'oro
Aggiornato all'edizione 2024.
| Anno | Vincitrice                                   | Seconda                                      | Terza                                        |
| ---- | -------------------------------------------- | -------------------------------------------- | -------------------------------------------- |
| 2005 | Ludivine Henrion                             | Ilse Geldhof                                 | Anja Nobus                                   |
| 2006 | Ilse Geldhof                                 | Anja Nobus                                   | Karen Steurs                                 |
| 2007 | Louise Moriarty                              | Yolandi Du Toit                              | Lieve Koninkx                                |
| 2008 | Liesbeth De Vocht                            | Birgit Soellner                              | Ilse Geldhof                                 |
| 2009 | Andrea Bosman                                | Martine Bras                                 | Mascha Pijnenborg                            |
| 2010 | Emma Johansson                               | Martine Bras                                 | Grace Verbeke                                |
| 2011 | Emma Johansson                               | Adrie Visser                                 | Sjoukje Dufoer                               |
| 2012 | Elizabeth Armitstead                         | Pauline Ferrand-Prévot                       | Elisa Longo Borghini                         |
| 2013 | Emily Collins                                | Shelley Olds                                 | Emma Johansson                               |
| 2014 | Elizabeth Armitstead                         | Emma Johansson                               | Audrey Cordon-Ragot                          |
| 2015 | Jolien D'Hoore                               | Chantal Blaak                                | Sara Mustonen                                |
| 2016 | Marta Bastianelli                            | Leah Kirchmann                               | Lotta Lepistö                                |
| 2017 | Jolien D'Hoore                               | Chloe Hosking                                | Sarah Roy                                    |
| 2018 | Ellen van Dijk                               | Chloe Hosking                                | Jolien D'Hoore                               |
| 2019 | Marta Bastianelli                            | Lotta Lepistö                                | Leah Kirchmann                               |
| 2020 | Lorena Wiebes                                | Marta Bastianelli                            | Emma Norsgaard Jørgensen                     |
| 2021 | annullato a causa della pandemia di COVID-19 | annullato a causa della pandemia di COVID-19 | annullato a causa della pandemia di COVID-19 |
| 2022 | Marta Bastianelli                            | Emma Norsgaard Jørgensen                     | Floortje Mackaij                             |
| 2023 | Lorena Wiebes                                | Marta Bastianelli                            | Audrey Cordon-Ragot                          |
| 2024 | Kristen Faulkner                             | Mischa Bredewold                             | Pfeiffer Georgi                              |

## Vittorie per paese
Aggiornato all'edizione 2024.
| Pos | Paese         | Vittorie |
| --- | ------------- | -------- |
| 1   | Belgio        | 5        |
| 2   | Paesi Bassi   | 4        |
| 3   | Italia        | 3        |
| 4   | Gran Bretagna | 2        |
| 4   | Svezia        | 2        |
| 6   | Irlanda       | 1        |
| 6   | Nuova Zelanda | 1        |
| 6   | Stati Uniti   | 1        |